# Campylorhynchus griseus
El cucarachero chupahuevos, cucarachero currucuchú, chuchafría o Garrincha (Campylorhynchus griseus) es una especie de ave paseriforme sudamericana del género Campylorhynchus. Puebla las zonas de matorral en Colombia, Venezuela, Guyana y parte de Brasil. Se alimenta de insectos y de sus huevos, los que busca entre los troncos aprovechando su largo pico; también puede ingerir arácnidos.